# Sierra de Guadarrama
Sierra de Guadarrama, v češtině také zkráceně Guadarrama, je horské pásmo v centrální části Iberského poloostrova, ve Španělsku.
Sierra de Guadarrama tvoří východní část Kastilského pohoří, leží přibližně 50 km severozápadně od hlavního města Madridu. Nejvyšší horou je Peñalara s nadmořskou výškou 2 428 m.
Prekambrický masiv je tvořený žulami a rulami.
V části pohoří byl v roce 2013 zřízen národní park.

## Geografie, flora a fauna
Pohoří se rozkládá od jihozápadu k severovýchodu v délce okolo 80 km. Vegetaci tvoří v nižších polohách borové lesy, duby a duby cesmínovité, ve vyšších polohách rostou keře, traviny a jsou zde pastviny. Z živočichů zde žijí španělský kozorožec, srnci, daněk evropský, prasata divoká, jezevci, různé druhy lasic, kočky divoké, lišky a zajíci.